# Гончары (Ляховичский район)
Гончары (бел. Гончары) — деревня на юго-западе Беларуси. Населённый пункт находится в Гончаровском сельсовете Ляховичского района Брестской области Беларуси. Население — 110 человек (2019) По переписи 1897 года в Гончарах проживало 65 человека, из которых 5 евреев. В 1936 году в проживали 8 евреев.

## История
Согласно Рижскому мирному договору (1921) Гончары вошли в состав межвоенной Польши, с 1939 года — в БССР. 10 августа еврейские жители Гончарей были расстреляны оккупационными войсками. В ходе второй мировой войны в Гончарах были активны партизанские группы.

## География
Гончары находятся в 12 км к юго-востоку от города Ляховичи. Местность принадлежит к бассейну Немана, через деревню протекает небольшая река Свидровка, приток Щары.